# Kiss Me Again (1931)
Kiss Me Again (bra Beija-Me Outra Vez) é um filme musical estadunidense de 1931, dirigido por William A. Seiter. Foi protagonizado por Bernice Claire, Walter Pidgeon e Edward Everett Horton.